# Phragmanthera dombeyae
Phragmanthera dombeyae är en tvåhjärtbladig växtart som först beskrevs av K. Krause & Dinter, och fick sitt nu gällande namn av R.M. Polhill & D. Wiens. Phragmanthera dombeyae ingår i släktet Phragmanthera och familjen Loranthaceae. Inga underarter finns listade i Catalogue of Life.